# Ресучень (комуна)
Ресучень, Ресучені (рум. Răsuceni) — комуна у повіті Джурджу в Румунії. До складу комуни входять такі села (дані про населення за 2002 рік):
- Карапанча (134 особи)
- Кукурузу (1264 особи)
- Ресучень (1630 осіб) — адміністративний центр комуни
- Сату-Ноу (110 осіб)

Комуна розташована на відстані 51 км на південний захід від Бухареста, 31 км на північний захід від Джурджу.

## Населення
За даними перепису населення 2002 року у комуні проживали 3138 осіб.
Національний склад населення комуни:
| Національність   | Кількість осіб | Відсоток |
| ---------------- | -------------- | -------- |
| румуни           | 2941           | 93,7%    |
| цигани           | 195            | 6,2%     |
| угорці           | 1              | < 0,1%   |
| росіяни-липовани | 1              | < 0,1%   |

Рідною мовою назвали:
| Мова      | Кількість осіб | Відсоток |
| --------- | -------------- | -------- |
| румунська | 3033           | 96,7%    |
| циганська | 104            | 3,3%     |
| угорська  | 1              | < 0,1%   |

Склад населення комуни за віросповіданням:
| Релігія       | Кількість осіб | Відсоток |
| ------------- | -------------- | -------- |
| православні   | 3134           | 99,9%    |
| римо-католики | 2              | 0,1%     |
| адвентисти    | 1              | < 0,1%   |